# Loża

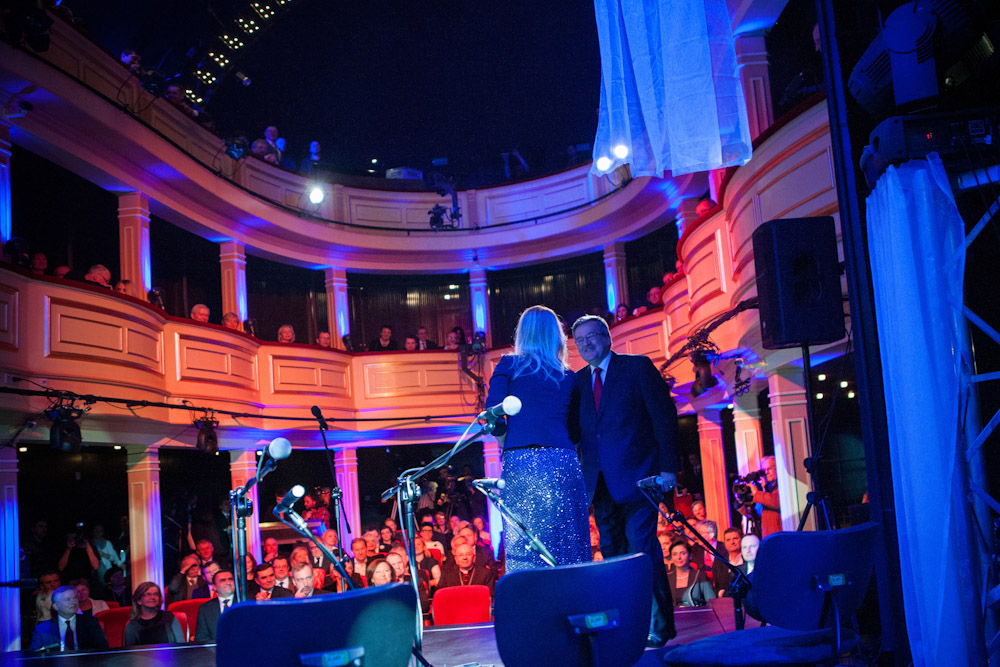
Loże w Teatrze Starym w Lublinie widziane ze sceny.

Loża – małe, kilku-, kilkunastoosobowe pomieszczenie wyodrębnione w teatrach, salach widowiskowych, na stadionach. Także  półotwarta empora lub ganek.